# Coppa del Presidente dell'OFC
La Coppa del Presidente dell'OFC (in inglese OFC President's Cup) è stata una competizione calcistica organizzata dalla OFC nel 2014.

## Storia
La competizione aveva lo scopo di promuovere e far crescere il calcio oceaniano facendo incontrare squadre oceaniane con altre provenienti da confederazioni differenti oltreché cementare i rapporti tra la OFC ed altre confederazioni. Vi avevano accesso le finaliste dell'OFC Champions League della stagione precedente ed altre quattro squadre invitate, di cui due provenienti dall'AFC.
L'unica edizione disputata si svolse ad Auckland (Nuova Zelanda) dal 17 al 23 novembre 2014. Si qualificarono Amicale (Vanuatu) e Auckland City (Nuova Zelanda) e vennero invitate Bodden Town (Isole Cayman), Busaiteen Club (Bahrein), Figi under 20 e Singapore under 23.
Vi furono alcune perplessità verso le società invitate, in particolare nei confronti della società caymaniana: la federazione caymaniana in quel momento occupava la 196ª posizione della classifica mondiale della FIFA su un totale di 208 federazioni ed in generale non vantava una tradizione calcistica di rilievo, ma l'allora presidente dell'OFC David Chung sottolineò come le società calcistiche invitate erano tra le più importanti della loro federazione. Le nazionali invece vennero invitate per fornire loro un banco di prova in vista dell'anno avvenire: i figiani dovevano partecipare alla fase finale del mondiale di categoria, mentre i singaporiani alle qualificazioni alla Coppa d'Asia Under-23, la cui fase finale avrebbe poi designato i rappresentanti AFC per i successivi Giochi olimpici di Rio.
Il sorteggio per la fase a gironi si svolse l'8 ottobre 2014 nella sede dell'OFC ad Auckland, le teste di serie furono i neozelandesi e i bahreiniti.
Il rendimento delle nazionali - alla pari di quello dei caymaniani - fu modesto, mentre discreto fu quello della società bahreinita. Le migliori furono dunque le società oceaniane che si affrontarono in finale andando a riproporre l’ultimo atto della stagione appena passata ed a trionfare furono ancora una volta i neozelandesi.
Dopo l'edizione inaugurale la competizione non è più stata riproposta.

## Fase a gironi

### Gruppo A

#### Risultati
| Arbitro: | Behari |

|                                          |           |  |
| Berlanga 12’ Kim 44’ Bilen 71’ Milne 73’ | Marcatori |  |

| Auckland 19 novembre 2014, ore 17:00 | Bodden Town | 0 – 0 referto | Singapore under 23 | The Trusts Arena\| Arbitro: \| Maru \| |
| Arbitro:                             | Maru        |               |                    |                                        |

| Arbitro: | Sogo |

|                                                                                        |           |  |
| Tade 3’, 44’, 50’ White 45+2’ De Vries 63’, 90+2’ Matsumoto 66’ Tavano 72’ Burfoot 81’ | Marcatori |  |

#### Classifica
| Pos. | Squadra            | Pt | G | V | N | P | GF | GS | DR  |
| ---- | ------------------ | -- | - | - | - | - | -- | -- | --- |
| 1.   | Auckland City      | 6  | 2 | 2 | 0 | 0 | 13 | 0  | +13 |
| 2.   | Singapore under 23 | 1  | 2 | 0 | 1 | 1 | 0  | 4  | -4  |
| 3.   | Bodden Town        | 1  | 2 | 0 | 1 | 1 | 0  | 9  | -9  |

### Gruppo B

#### Risultati
| Arbitro: | Waldron |

|  |           |                                  |
|  | Marcatori | 29’ Ucchino 39’ Grazia 85’ Nikas |

| Arbitro: | Sogo |

|                      |           |           |
| Sakama 54’ Nikas 80’ | Marcatori | 43’ Eliel |

| Arbitro: | Waldron |

|                                                        |           |                     |
| Ajaj 26’, 39’, 73’ Sultan 29’ Malek 34’ Eliel 75’, 88’ | Marcatori | 50’ (aut.) Budhaish |

#### Classifica
| Pos. | Squadra        | Pt | G | V | N | P | GF | GS | DR |
| ---- | -------------- | -- | - | - | - | - | -- | -- | -- |
| 1.   | Amicale        | 6  | 2 | 2 | 0 | 0 | 5  | 1  | +4 |
| 2.   | Busaiteen Club | 3  | 2 | 1 | 0 | 1 | 8  | 3  | +5 |
| 3.   | Figi under 20  | 0  | 2 | 0 | 0 | 2 | 1  | 10 | -9 |

## Finale per il quinto posto
| Arbitro: | Sogo |

|                               |           |  |
| Brown 29’ Wood 53’ Ebanks 64’ | Marcatori |  |

## Finale per il terzo posto
| Arbitro: | Waldron |

|  |           |                            |
|  | Marcatori | 67’ Alroomi 70’, 83’ Nayem |

## Finale
| Arbitro: | Behari |

|                       |           |            |
| Tade 63’ De Vries 79’ | Marcatori | 41’ Sakama |

## Classifica marcatori
4 reti
- Emiliano Tade

3 reti
- Mohamed Ajaj
- Eliel
- Ryan De Vries

2 reti
- Panny Nikas
- Hesham Nayem
- François Sakama

1 rete
- Adrian Ucchino
- Isa Alroomi
- Mujtaba Malek
- Mohamed Sultan
- Kim Dae-wook
- Mario Bilen
- Kohei Matsumoto
- Emmanuel Brown
- Jonathan Ebanks
- Theron Wood
- Michele Grazia
- Fabrizio Tavano
- Sam Burfoot
- Andrew Milne
- Darren White
- Ángel Berlanga

Autoreti
- Abdullah Budhaish (1, pro  Figi under 20)